# Dietmar-Richard Unger
Dietmar-Richard Unger (* 20. November 1944 in Eibenstock) ist ein deutscher Sänger und ehemaliger Politiker (Christlich-Demokratische Union Deutschlands).
Unger besuchte die Grund- und Oberschule in Eibenstock und erreichte das Abitur an der Abendoberschule in Aue und Zwickau. Es folgte eine Lehre als Facharbeiter bei der Deutschen Reichsbahn.
Unger erhielt ab dem sechsten Lebensjahr Musikunterricht am Robert-Schumann-Konservatorium Zwickau und im Kirchenmusikdienst von St. Nicolai in Aue. Von 1969 bis 1974 studierte er Musik an der Hanns-Eisler-Hochschule Berlin. Er ist Diplom-Musiker und seit 1974 Gesangssolist am Musiktheater des Mecklenburgischen Staatstheaters in Schwerin. 1984 wurde er Lehrbeauftragter an der Außenstelle Berlin der Musikhochschule Berlin, 1987 wurde ihm die Lehrerlaubnis verliehen; er wurde durch den Künstlerisch-Wissenschaftlichen Rat der Berliner Musikhochschule zum Sänger facultas docendi ernannt.
1978 trat Unger der Christlich-Demokratische Union Deutschlands bei, für die er 1989 in den Schweriner Stadtrat einzog. 1990 wurde er in die letzte Volkskammer gewählt, er gehörte danach dem Deutschen Bundestag für drei Monate an.
Unger ist verheiratet und hat ein Kind.